# Грб Котор Вароши
Грб Котор Вароши је званични грб српске општине Котор Варош.
Симбол општине је грб у облику средњовјековног штита са садржајним елементима, који подсјећају на општинске амблеме из комунистичког периода.

## Опис грба
Грб Котор Вароши је у облику штита, на свијетло плавом пољу, стилизовано је показано златно сунце са зрацима који се шире до рубова и са четири бијела оцила у средини, изнад плавих планина које творе долину, са три савијене танке греде те из дна излази бијели диск са двије танке валовите плаве греде. У свијетлоплавом заглављу плави натпис имена општине: „Котор-Варош“.